# Ладины
Лади́ны (ладинск. ladins, нем. Ladiner, итал. ladini) — народ, входящий в группу ретороманцев. Общая численность — 30—35 тысяч человек.
Живут в исторической области Тироль на севере Италии. Говорят на ладинском языке, включаемом в рето-романские языки; пользуются также немецким и итальянским. Верующие ладины — католики. По происхождению ладины — потомки ретов, романизированных в первых веках нашей эры.[уточнить]